# Artena
Artena es una localidad italiana de la provincia de Roma, región de Lazio, con 13 526 habitantes.

## Demografía
| Gráfica de evolución demográfica de Artena entre 1861 y 2001 |
|                                                              |
| Fuente ISTAT - elaboración gráfica de Wikipedia              |